# Lev Atamánov
Lev Atamánov (ruso: Лев Атаманов), nacido Levon Konstantinovich Atamanyan (ruso: Левон Константинович Атаманян, armenio: Լեւոն Կոնստանտինի Ատամանյան, 21 de febrero [O.S. 8 de febrero] 1915 - 12 de febrero de 1991) fue un clásico director de cine de animación soviético de origen armenio.
Atamánov fue uno de los principales directores de cine de animación soviéticos y uno de los fundadores del arte de animación soviético. Es el director de los famosos clásicos de la animación soviética, como los cuentos de hadas premiados La cigüeña amarilla (Zhyoltyy aist) (1960), La flor escarlata (Alenkiy tsvetochek) (1962), El antílope dorado (1964), la animación de larga duración La Reina de las Nieves (Snezhnaya koroleva) (1967) y el moderno cuento satírico La Clave (Klyuch) (1971). En sus obras, Lev Atamanov transmitió sutilmente el colorido nacional de los cuentos de hadas y combinó la euforia romántica en imágenes de personajes positivos con un humor cálido y amable.

## Filmografía
- La historia sobre el becerro blanco[1] (1943)
- La mancha en el Ártico[2] (1944)
- Blot-barber[3] (1945)
- El perro y el gato[4] (1948)
- El sacerdote y la cabra[5] (1951)
- La alfombra mágica[6] (1958)
- La cigüeña amarilla[7] (1960) - el primer trabajo en el estudio Soyuzmultfilm
- La flor escarlata (1962)
- El antílope dorado[8] (1954)
- El perro y el gato[9] (1955) - un remake de la versión de 1938
- La Reina de las Nieves (1967)
- Caminos de primavera[10] (1969)
- Los ladrones de pinturas[11] (1969)
- La clave (1971)
- Los cuentos de hadas sobre las pinturas de otro[12] (1972)
- Chistes[13] (1963)
- La pastora y el deshollinador[14] (1975)
- El ramo de flores[15] (1976)
- La banca[16] (1977)
- La cerca[17] (1977) Kaleidoscope-68
- El ciclista[18] (1978) Kaleidoscope-68
- La bailarina por el barco[19] (1979)
- Es en nuestras fuerzas[20] (1980)
- Confusion (collection)[21] (1981)
- Petrushka[22] (1981)
- Por encima de la cabeza![23] (1982)
- Los cuentos sobre el espacio[24] (1983)
- El poni corre en redondo[25] (1984)
- Recuerdo… (1985)
- El gatito con el nombre de Bark[26] (1986) (release 1)
- El gatito con el nombre de Bark[27] (1987) (release 2)
- El gatito con el nombre de Bark[28]  (1989) (release 3)
- El gatito con el nombre de Bark[29] (1990) (release 4)